# 関哲行
関 哲行（せき てつゆき、1950年1月6日 - ）は、日本のスペイン史学者。前流通経済大学教授。
茨城県生まれ。上智大学大学院文学研究科博士課程満期退学。流通経済大学社会学部助教授、教授を歴任。

## 著書
- 『スペインのユダヤ人』（山川出版社、世界史リブレット） 2003
- 『スペイン巡礼史 「地の果ての聖地」を辿る』（講談社現代新書） 2006

### 共著編
- 『ようこそスペイン語』（奥野良知, 小川祐子, 花谷智枝子共著、世織書房） 2001
- 『世界歴史の旅 スペイン』（編、中山瞭写真、山川出版社） 2002
- 『円卓 古稀の堀越孝一を囲む弟子たちの歴史エッセイ集』（石渡明夫, 網野公一共編、東洋書林） 2006
- 『スペイン史』（立石博高, 中塚次郎共編、山川出版社、世界歴史大系） 2008

### 翻訳
- 『子供たちのスペイン戦争』（T・パミエス、川成洋共訳、れんが書房新社） 1986
- 『スペインのユダヤ人 1492年の追放とその後』（エリー・ケドゥリー編、立石博高, 宮前靖子共訳、平凡社） 1995
- 『大航海の時代 スペインと新大陸』（立石博高共編訳、同文館出版） 1998